# Croix de la Mission
La croix de la Mission est une croix de mission monumentale édifiée en 1817 et située sur la place du même nom à Rennes, à la confluence de l’Ille et de la Vilaine. Elle se trouve au bout du square Hyacinthe-Lorette dont la tour Duchesne occupe l’autre extrémité.

## Histoire

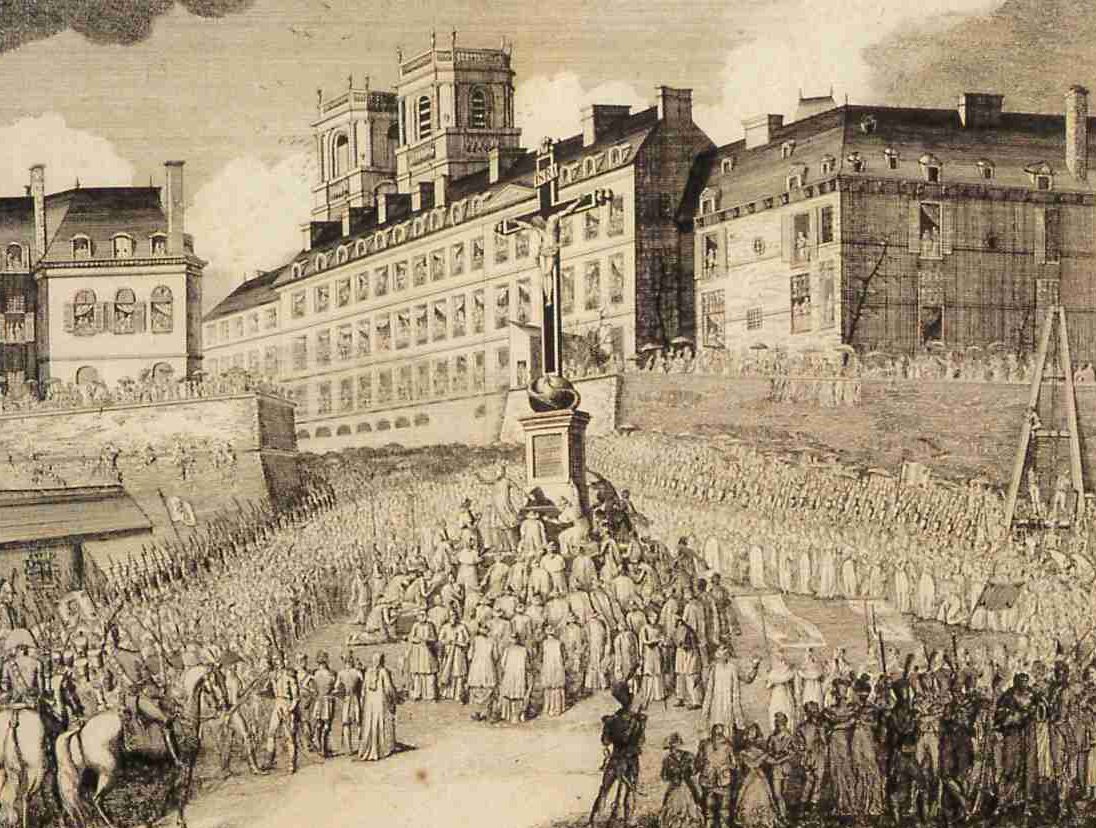
Erection de la croix en 1817

Les missions sont des moments de ferveur collective durant lesquelles les fidèles reçoivent de la part de prêtres spécialisés un enseignement religieux intensif (messe, catéchisme, prédication, ...). D'autres missions sont documentées à Rennes notamment en 1670 et 1706 et elles deviennent courantes à partir du XVIIIe siècle.
Celle de Rennes est érigée le 14 février 1817 au cours d'une mission de 6 semaines des missionnaires de France célébrant la restauration de la monarchie. La croix est installée sur l'ancien placis Conan, devenu place de la Vieille-Monnaie puis place de la Mission,.

## Description
Le monument est dessiné par l'architecte de la ville de Rennes Joseph-Marie Gohier. La grande croix porte le Christ et est placée sur un globe qu’entoure le serpent de la tentation. Originellement, le monument se dressait seul au centre de la place, les bras de la croix terminés par des fleurs de lys. Le piédestal est, en 1903, entouré par une statue de la Vierge et une de Saint Jean.
Le monument survit aux succession de régimes sans être altéré à l'exception du remplacement des lys par des boules dorées plus sobres. L'aménagement actuel est le résultat d'une restauration menée par l'architecte Arthur Regnault où l'emmarchement de granite, le socle de marbre, les statues de la Vierge et saint Jean concourent à la monumentalité de l'ouvrage ainsi qu'à la théâtralisation de la place.